# Ольшавица
Ольшавица (словац. Oľšavica) — село и одноимённая община в районе Левоча Прешовского края Словакии. В письменных источниках начинает упоминаться с 1308 года.

## География
Село расположено в юго-западной части края, в пределах долины реки Ольшавицы (приток реки Торисы), при автодороге 3214. Абсолютная высота — 800 метров над уровнем моря. Площадь муниципалитета составляет 17,6 км².

## Население
| Год:                | 1994 | 2004    | 2014     | 2024     |
| ------------------- | ---- | ------- | -------- | -------- |
| Количество человек: | 343  | 312     | 275      | 232      |
| Разница:            |      | −9,03 % | −11,85 % | −15,63 % |

По данным последней официальной переписи 2021 года, численность населения Ольшавицы составляла 256 человек.
Национальный состав населения (по данным переписи населения 2011 года):
| Национальность | Численность, человек |
| -------------- | -------------------- |
| словаки        | 236                  |
| русины         | 49                   |
| не указана     | 6                    |

По данным переписи 2021 года, в конфессиональном составе населения преобладали греко-католики (83,6 %) и католики (9,4 %).